# Vito Corleone
Don Vito Andolini Corleone är den förste ledaren i den fiktiva maffiafamiljen Corleone. Familjen förekommer i Mario Puzos bok Gudfadern (1969) samt tre prisbelönta filmer av Francis Ford Coppola. Puzos bok är filmatiserad genom första filmen och första halvan av andra filmen, medan resten är en fristående fortsättning. 
I boken är Vito Corleone - eller Don Corleone, som han kallas - liten och knubbig, till skillnad från i filmerna där han är lång och stilig. Han är en utpräglad familjemänniska, och till sättet mycket värdig och siciliansk. Han är som en varm, beskyddande, omtänksam och stark fadersgestalt för alla som han tar sig an - därav smeknamnet "Gudfadern" - och förväntar sig att bli respekterad som sådan. Han är lugn, sansad, har en pragmatisk attityd till det mesta och när saker och ting inte blir så som han hoppats blir han inte arg utan besviken. Den som inte förstår hur allvarligt det är att göra Don Corleone besviken drabbas av hans straff, vilket är i proportion att vara en lärdom för livet eller statuera exempel för andra hur man ska undvika att behandla Don Corleone. Och han låter sig inte utnyttjas eller på något vis behandlas med disrespekt. Han är en pålitlig vän till alla som vill vara hans vän, och han är en kobra mot alla som vill vara hans ovänner. Om någon ger honom en gåva visar han inte tacksamhet - han förstår. För honom är pengar ett medel, inte ett mål. 
Vito Corleone föddes den 7 december 1891 i byn Corleone på Sicilien som Vito Antonio Andolini. Efter att hans far, mor och broder blivit mördade av den lokale maffiabossen Don Francesco Ciccio flyr Vito till New York. I New York blir Vito en känd maffialedare efter att ha mördat Little Italys största maffiaboss, Don Fanucci. Vito Corleone tog sitt efternamn från byn han föddes i, Corleone. Han bytte namn för att inte hans familjs mördare skulle kunna hitta honom också. Han leder därefter maffiafamiljen, efter honom kallad Corleonefamiljen, till en ledande ställning i New Yorks undre värld. 
Vito Corleones illegala verksamhet består i huvudsak av hazardspel, piratkopiering och facklig korruption. Som fasad för sin illegala verksamhet driver Vito Corleone en firma, Genco Pura, som importerar olivolja från Sicilien. 
Vito Corleone gifter sig 1910 med Carmella och de får fyra barn: Santino "Sonny" Corleone, Frederico "Fredo" Corleone, Michael "Mikey" Corleone och Constanzia "Connie" Corleone. Han tar sig också an en fosterson, Tom Hagen, och låter denne studera juridik för att som advokat kunna stötta Corleonefamiljens förehavanden. Han älskar alla sina barn varmt, men är allra mest stolt över yngste sonen Michael, som han vill en dag ska ta över som familjens överhuvud men som valt en egen väg vid sidan om familjens illegala verksamhet. 
Efter att mot slutet av sin karriär ha avböjt ett affärserbjudande av Virgil "Turken" Sollozzo utsätts Don Corleone för ett mordförsök som han mirakulöst överlever. Michael, sonen som hittills hållits utanför familjens brottsliga verksamhet, blir den som utkräver hämnd och dödar såväl Sollozzo som dennes livvakt, en korrumperad polischef. Därefter blir Michael Corleone tvungen att fly och gömmer sig på Sicilien, där han också gifter sig.
Medan Don Corleone ligger på sjukhus styr Sonny familjen och låter mörda Phillip Tattaglias son Bruno. Därefter blir Sonny själv mördad, men Don Corleone, som då hade kommit hem från sjukhuset, vill inte hämnas. Istället kallar Don Corleone till ett möte mellan de största maffialedarna där de sluter fred. Därefter tar Michael över som familjeöverhuvud två år innan Vito dör. Vito blir Michaels "consigliere" och har bara en rådgivares roll till sin son som är ny Don.